# Pyrgotidae
Pyrgotidae är en familj av tvåvingar. Pyrgotidae ingår i ordningen tvåvingar, klassen egentliga insekter, fylumet leddjur och riket djur. Enligt Catalogue of Life omfattar familjen Pyrgotidae 350 arter. 

## Dottertaxa till Pyrgotidae, i alfabetisk ordning[1]
- Acropyrgota
- Adapsilia
- Adapsona
- Apyrgota
- Campylocera
- Cardiacera
- Carrerapyrgota
- Clemaxia
- Commoniella
- Congopyrgota
- Descoleia
- Epice
- Epicerella
- Euphya
- Facilina
- Frontalia
- Geloemyia
- Hendelpyrgota
- Hypotyphla
- Hypotyphlina
- Idiopyrgota
- Leptopyrgota
- Lopadops
- Lygiohypotyphla
- Maenomenus
- Metropina
- Neopyrgota
- Neotoxura
- Nicholsonia
- Osa
- Parageloemyia
- Peltodasia
- Platynostira
- Plectrobrachis
- Porpomastix
- Prodalmannia
- Prohypotyphla
- Pyrgota
- Pyrgotella
- Pyrgotina
- Pyrgotomyia
- Pyrgotosoma
- Sinolochmostylia
- Siridapha
- Stenopyrgota
- Stirothrinax
- Taeniomastix
- Tephritocampylocera
- Tephritohypotyphla
- Tephritopyrgota
- Teretrura
- Toxopyrgota
- Toxura
- Trichempodia
- Tropidothrinax
- Trypeta
- Tylotrypes